# Glypta caucasica
Glypta caucasica är en stekelart som beskrevs av Telenga 1929. Glypta caucasica ingår i släktet Glypta och familjen brokparasitsteklar. Inga underarter finns listade i Catalogue of Life.